# Kebon Jeruk
Kebon Jeruk è un sottodistretto (in indonesiano: kecamatan) di Giacarta Occidentale, che a sua volta è una suddivisione di Giacarta, la capitale dell'Indonesia.

## Suddivisioni
Il sottodistretto è suddiviso in sette villaggi amministrativi (in indonesiano: kelurahan):
- Duri Kepa
- Kedoya Selatan
- Kedoya Utara
- Kedoya Jeruk
- Kedoya Dua
- Sukabumi Utara
- Sukabumi Selatan